# Liga Grega de Basquetebol de 2023–24
A Liga Grega de Basquetebol de 2023-24 foi a 84ª edição da máxima competição grega de basquetebol masculino, sendo a 31ª edição organizada pela Associação Helênica de Clubes (em grego:  Ελληνικός Σύνδεσμος Ανωνύμων Καλαθοσφαιρικών Εταιρειών, ΕΣΑΚΕ). A equipe do Panathinaikos AKTOR reconquistou o título grego e com isso alcançou seu 40º título grego.
A temporada 2023-24 foi bastante prolífica para as equipes helênicas em competições internacionais. Os arquirrivais do "Derby dos Eternos Inimigos" voltaram ao Final Four da Euroliga sendo que o Panathinaikos AKTOR conquistou seu 7º título e o Olympiacos ficou com a medalha de bronze após vencer o Fenerbahçe. Na EuroCopa o Aris avançou para as oitavas de finais, mas esbarrou no Prometey Slobozhanske com Ondřej Balvín inspirado. Todas as quatro equipes gregas que disputaram a Liga dos Campeões passaram da temporada regular, com destaque para o Peristeri, quarto colocado no Final Four, e Promitheas Patras que alcançou as quartas de finais.(vide:Clubes gregos em competições internacionais)

## Equipes Participantes
Após o término da época 2022-23, Ionikos, foi rebaixado por desempenho desportivo ao seu o último colocado da temporada regular. Para completar os integrantes da competição, o G. S. Marousi retornou para a GBL depois de onze anos.
| Equipe              | Localização     | Arena                       | Capacidade |
| ------------------- | --------------- | --------------------------- | ---------- |
| AEK Atenas          | Marusi (Atenas) | Sunel Arena                 | 9 030      |
| Aris Salônica       | Salonica        | Nick Galis Hall             | 5 138      |
| Apollon Patras      | Patras          | Apollon Patras Indoor Hall  | 3.500      |
| Marousi             | Marusi (Atenas) | Ginásio de Marousi          | 1 350      |
| Kolossos H Hotels   | Rodes           | Venetoklio Indoor Hall      | 1.242      |
| Karditsas Iaponiki  | Carditsa        | Arena Giannis Bourousis     | 3.007      |
| Lavrio DHI          | Lavrio          | Lavrio Indoor Hall          | 1.700      |
| Panathinaikos AKTOR | Marusi (Atenas) | OAKA/Altion Arena           | 18 310     |
| PAOK mateco         | Salonica        | Paok Sports Arena           | 8.162      |
| Peristeri Bwin      | Peristeri       | Arena Peristeri             | 4.000      |
| Promitheas Patras   | Patras          | Dimitris Tofalos Arena      | 4.150      |
| Olympiacos Pireu    | Pireu           | Estádio da Paz e da Amizade | 11.640     |

## Formato de Competição
Disputa-se Temporada Regular com as equipes enfrentando-se em casa e fora de casa, apurando os oito melhores que se classificam para os playoffs disputando cruzamento entre 1ª x 8º, 4º e 5º, 2º x 7º e 3º x 6º.

## Primeira Fase

### Calendário Temporada Regular
Resultados extraídos de esake.gr., podendo ser conferidos em eurobasket.com/Greece.
| Casa\Visitante    | AEK | ARI | APO | ION | KOL | KAR | LAV | OLY | PTK | PAO | PER | PAT |
| ----------------- | --- | --- | --- | --- | --- | --- | --- | --- | --- | --- | --- | --- |
| AEK Atenas        |     |     |     |     |     |     |     |     |     |     |     |     |
| Aris Salônica     |     |     |     |     |     |     |     |     |     |     |     |     |
| Apollon Patras    |     |     |     |     |     |     |     |     |     |     |     |     |
| Ionikos           |     |     |     |     |     |     |     |     |     |     |     |     |
| Kolossos          |     |     |     |     |     |     |     |     |     |     |     |     |
| Karditsas         |     |     |     |     |     |     |     |     |     |     |     |     |
| Lavrio            |     |     |     |     |     |     |     |     |     |     |     |     |
| Olympiacos Pireu  |     |     |     |     |     |     |     |     |     |     |     |     |
| Panathinaikos     |     |     |     |     |     |     |     |     |     |     |     |     |
| PAOK              |     |     |     |     |     |     |     |     |     |     |     |     |
| Peristeri         |     |     |     |     |     |     |     |     |     |     |     |     |
| Promitheas Patras |     |     |     |     |     |     |     |     |     |     |     |     |

### Classificação Fase Regular
| Pos. | Clube                        | P  | J  | V-D     | Casa   | Fora   | P+ -P-      | SP   | Classificação |
| ---- | ---------------------------- | -- | -- | ------- | ------ | ------ | ----------- | ---- | ------------- |
| 1    | Panathinaikos AKTOR          | 45 | 23 | 22 - 1  | 10 - 1 | 12 - 0 | 1972 - 1591 | 381  | Playoffs      |
| 2    | Olympiacos                   | 44 | 23 | 21 - 2  | 10 - 1 | 11 - 1 | 1972 - 1562 | 410  | Playoffs      |
| 3    | Peristeri Bwin               | 38 | 23 | 15 - 8  | 9 - 3  | 6 - 5  | 1902 - 1720 | 182  | Playoffs      |
| 4    | Promitheas Patras Bikos Cola | 37 | 23 | 14 - 9  | 8 - 3  | 6 - 6  | 1933 - 1866 | 67   | Playoffs      |
| 5    | Aris Midea                   | 35 | 23 | 12 - 11 | 7 - 5  | 5 - 6  | 1748 - 1746 | 2    | Playoffs      |
| 6    | Kolossos H Hoteis            | 32 | 23 | 9 - 14  | 8 - 4  | 1 - 10 | 1868 - 1961 | -93  | Playoffs      |
| 7    | AEK Atenas                   | 32 | 23 | 9 - 14  | 5 - 6  | 4 - 8  | 1989 - 1979 | 10   | Playoffs      |
| 8    | Lavrio DHI                   | 32 | 23 | 9 - 14  | 6 - 5  | 3 - 9  | 1761 - 1918 | -157 | Playoffs      |
| 9    | PAOK Mateco                  | 32 | 23 | 9 - 14  | 7 - 5  | 2 - 9  | 1694 - 1826 | -132 |               |
| 10   | Karditsas                    | 31 | 23 | 8 - 15  | 8 - 4  | 0 - 11 | 1731 - 1840 | -109 |               |
| 11   | Marousi                      | 30 | 23 | 7 - 16  | 3 - 8  | 4 - 8  | 1864 - 1998 | -134 |               |
| 12   | Apollon Patras               | 26 | 23 | 3 - 20  | 3 - 9  | 0 - 11 | 1526 - 1953 | -59  | Rebaixados    |

## Playoffs

#### Quartas de final
| Time 1            | Série | Time 2            | 1º Jogo  | 2º Jogo | 3º Jogo |
| ----------------- | ----- | ----------------- | -------- | ------- | ------- |
| Panathinaikos     | 2 - 0 | PAOK Mateco       | 84 - 66  | 99 - 96 | -       |
| Promitheas Patras | 1 - 2 | Aris Salônica     | 79 - 60  | 87 - 88 | 85 - 89 |
| Olympiacos        | 2 - 0 | AEK Atenas        | 100 - 68 | 92 - 75 | -       |
| Peristeri Bwin    | 2 - 0 | Kolossos H Hoteis | 79 - 63  | 88 - 86 | -       |

#### Semifinal
| Time 1        | Série | Time 2         | 1º Jogo | 2º Jogo | 3º Jogo |
| ------------- | ----- | -------------- | ------- | ------- | ------- |
| Panathinaikos | 2 - 0 | Aris Salônica  | 80 - 65 | 89 - 71 | -       |
| Olympiacos    | 2 - 0 | Peristeri Bwin | 84 - 71 | 83 - 72 | -       |

#### Decisão de terceiro lugar
| Time 1         | Série   | Time 2        |
| -------------- | ------- | ------------- |
| Peristeri Bwin | 75 - 71 | Aris Salônica |

#### Final
| Time 1        | Série | Time 2     | 1º Jogo | 2º Jogo | 3º Jogo | 4º Jogo | 5º Jogo |
| ------------- | ----- | ---------- | ------- | ------- | ------- | ------- | ------- |
| Panathinaikos | 3 - 2 | Olympiacos | 83 - 76 | 84 - 89 | 88 - 85 | 87 - 82 | 86 - 92 |

### Premiação
| Stoiximan GBL 2023-24          |
| ------------------------------ |
| Panathinaikos AKTOR 40º Título |

## Clubes gregos em competições internacionais
| Clube         | Competição        | TR | TR | PO | PO | Resultado                                                                                 |
| Clube         | Competição        | V  | D  | V  | D  | Resultado                                                                                 |
| ------------- | ----------------- | -- | -- | -- | -- | ----------------------------------------------------------------------------------------- |
| Panathinaikos | EuroLiga          | 23 | 11 | -  | -  | Classificado - como 2º colocado na temporada regular                                      |
| Panathinaikos | EuroLiga          | -  | -  | 3  | 2  | Classificado - vencendo nos Playoffs Maccabi Tel Aviv (87-91, 95-79, 83-85, 95-88, 81-72) |
| Panathinaikos | EuroLiga          | -  | -  | 1  | 0  | Classificado - vencendo nas semifinais Fenerbahçe (73-57)                                 |
| Panathinaikos | EuroLiga          | -  | -  | 1  | 0  | Campeão - vencendo na final Real Madrid (95-80)                                           |
| Olympiacos    | EuroLiga          | 22 | 12 | -  | -  | Classificado - como 5º colocado na temporada regular                                      |
| Olympiacos    | EuroLiga          | -  | -  | 3  | 2  | Classificado - vencendo nos Playoffs FC Barcelona (77-75, 69-77, 80-82, 92-58, 63-59)     |
| Olympiacos    | EuroLiga          | -  | -  | 0  | 1  | Eliminado - derrotado nas semifinais Real Madrid (76-87)                                  |
| Olympiacos    | EuroLiga          | -  | -  | 1  | 0  | Medalha de Bronze - derrotando na decisão de 3º lugar Fenerbahçe (87-84)                  |
| Aris Salônica | EuroCopa          | 8  | 9  | -  | -  | Classificado - como 5º colocado no Gr. B da temporada regular                             |
| Aris Salônica | EuroCopa          | -  | -  | 0  | 1  | Eliminado - nas oitavas de finais para Prometey Slobozhanske (67-95)                      |
| Promitheas    | Liga dos Campeões | 3  | 3  | -  | -  | Classificado - como 3º colocado no Gr. G da temporada regular                             |
| Promitheas    | Liga dos Campeões | -  | -  | 2  | 0  | Classificado - vencendo Le Mans Sarthe (78-68, 91-78)                                     |
| Promitheas    | Liga dos Campeões | 4  | 2  | -  | -  | Classificado - como 2º colocado no Gr. L da ronda dos 16                                  |
| Promitheas    | Liga dos Campeões | -  | -  | 0  | 2  | Eliminado - por Unicaja Malaga (54-67, 83-90)                                             |
| Peristeri     | Liga dos Campeões | 3  | 3  | -  | -  | Classificado - como 3º colocado no Gr. A da temporada regular                             |
| Peristeri     | Liga dos Campeões | -  | -  | 2  | 0  | Classificado - vencendo rytas Vilnius nos Play-ins (110-92, 83-80)                        |
| Peristeri     | Liga dos Campeões | 3  | 3  | -  | -  | Classificado - como 2º colocado no Gr. K na ronda dos 16                                  |
| Peristeri     | Liga dos Campeões | -  | -  | 2  | 1  | Classificado - vencendo Telekom Baskets Bonn (78-89, 90-62, 89-77)                        |
| Peristeri     | Liga dos Campeões | -  | -  | 0  | 1  | Eliminado - derrotado por Lenovo Tenerife (93-97)                                         |
| Peristeri     | Liga dos Campeões | -  | -  | 0  | 1  | Quarto colocado - derrotado por UCAM Murcia (84-87)                                       |
| PAOK Mateco   | Liga dos Campeões | 3  | 3  | -  | -  | Classificado - como 2º colocado no Gr. G da temporada regular                             |
| PAOK Mateco   | Liga dos Campeões | -  | -  | 1  | 2  | Eliminado - derrotado por Tofaş (63-95, 88-87, 71-84)                                     |
| AEK           | Liga dos Campeões | 5  | 1  | -  | -  | Classificado - como 1º colocado no Gr. D da temporada regular                             |
| AEK           | Liga dos Campeões | 0  | 6  | -  | -  | Eliminado - como 4º colocado no Gr. L da ronda dos 16                                     |